# Popis američkih umjetnica
Ovo je popis umjetnica rođenih u Sjedinjenim Američkim Državama ili čija su umjetnička djela usko povezana s tom zemljom.

## C
- Mary Cassatt (1844. – 1926.), slikarica i grafičarka

## K
- Corita Kent (1918. – 1986.), grafičarka

## N
- Audrey Niffenegger (rođena 1963.)

## O
- Georgia O'Keeffe (1887. – 1986.), slikarica